# Носув-Кольонія
Носув-Кольонія (пол. Nosów-Kolonia) — село в Польщі, у гміні Лешна-Подляська Більського повіту Люблінського воєводства.
Населення — 81 особа (2011).
У 1975-1998 роках село належало до Білопідляського воєводства.

## Демографія
Демографічна структура станом на 31 березня 2011 року:
|          | Загалом | Допрацездатний вік | Працездатний вік | Постпрацездатний вік |
| -------- | ------- | ------------------ | ---------------- | -------------------- |
| Чоловіки | 45      | 7                  | 32               | 6                    |
| Жінки    | 36      | 3                  | 19               | 14                   |
| Разом    | 81      | 10                 | 51               | 20                   |